# Třída Saryu
Třída Saryu je třída oceánských hlídkových lodí indického námořnictva. Úkolem této třídy je ochrana zájmů Indie ve výlučné ekonomické zóně v okolí Andamanských a Nikobarských ostrovů. Jsou to vůbec největší indické hlídkové lodě. Celkem byly postaveny čtyři jednotky této třídy. Jediným zahraničním uživatelem třídy je Srí Lanka, která objednala dvě plavidla. Jsou to největší plavidla srílanského námořnictva.

## Stavba
Třída je navržena a stavěna v Indii. Stavbu provedla indická loděnice Goa Shipyard Limited (GSL). Pro Indii byly postaveny čtyři jednotky.
V dubnu 2013 byla objednána stavba dvou jednotek pro Srí Lanku, která je jediným zahraničním uživatelem třídy. Stavba první jednotky Sayurala byla zahájena 10. září 2014. Loď byla do služby přijata roku 2017 a v roce 2018 ji následovala její sesterská loď Sindurala.
Jednotky třídy Saryu:
| Jméno                 | Uživatel  | Spuštěna          | Vstup do služby | Status  |
| --------------------- | --------- | ----------------- | --------------- | ------- |
| INS Saryu (P 57)      | Indie     | březen 2009       | 22. ledna 2013  | aktivní |
| INS Sunayna (P 58)    | Indie     | listopad 2009     | 3. září 2013    | aktivní |
| INS Sumedha (P 59)    | Indie     | květen 2011       | 15. ledna 2014  | aktivní |
| INS Sumitra (P 60)    | Indie     | prosinec 2010     | 4. září 2014    | aktivní |
| SLNS Sayurala (P623)  | Srí Lanka | 10. června 2016   | 2. srpna 2017   | aktivní |
| SLNS Sindurala (P624) | Srí Lanka | 15. prosince 2016 | 19. dubna 2018  | aktivní |

## Konstrukce

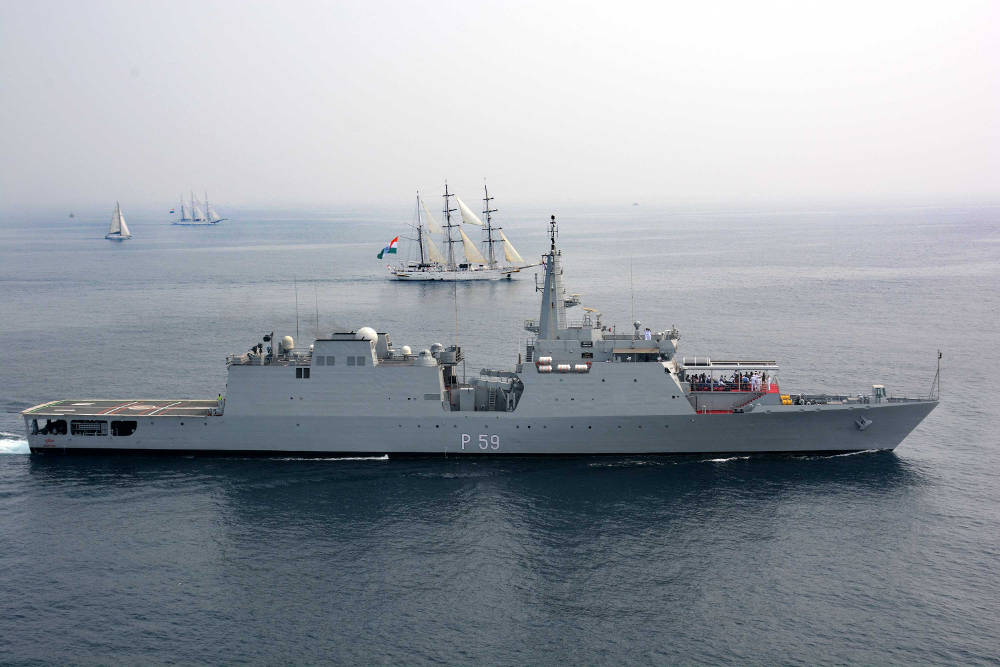
INS Sumedha (P 59)

Trup je vyroben z oceli. Je vybaven aktivními ploutvovými stabilizátory pro zlepšení stability plavidla. Výzbroj tvoří jeden 76mm kanón OTO Melara Super Rapid v dělové věži na přídi. K blízké obraně slouží dva 30mm kanónové komplety AK-630M. Loď rovněž nese vrhače klamných cílů. Na zádi je rovněž přistávací plošina a hangár pro jeden střední vrtulník. Na palubě se dále nachází dva rychlé čluny RHIB. Pohonný systém tvoří dva diesely SEMT Pielstick. Lodní šrouby jsou dva. Nejvyšší rychlost dosahuje 25 uzlů.